# Song Jae-rim
Song Jae-rim (hangul:송재림 , hanja:宋再臨 ; Gwanak-gu, Seúl; 18 de febrero de 1985-Seongdong-gu, Seúl; 12 de noviembre de 2024) fue un actor y modelo surcoreano.

## Biografía
En julio del 2018 se anunció que Jae-rim se había unido a la agencia "Grand Anse Entertainment".
Ha modelado y aparecido en sesiones fotográficas para "Singles", "Bazaar Korea", "Vogue Girl Korea", "Dazed & Confused Korea", "Nylon Korea", "GQ Korea"; "Esquire Korea", "Marie Claire Korea", "Reborn", "Arena Homme Plus", "SM C&C", entre otros...
En el 2014 se unió al programa de variedades We Got Married donde participó junto a Kim So-eun, hasta el 2015.
En 2015 se unió al elenco recurrente de la serie de la KBS 2TV: Unkind Women donde dio vida a Lee Roo-oh.
En agosto del 2016 se unió al elenco principal de la serie Our Gap-soon donde interpretó a Heo Gap-dol, hasta el final de la serie en abril del 2017.
El 12 de mayo del 2018 se unió al elenco principal de la serie Secret Mother donde dio vida al simple y honesto detective de homicidios Ha Jung-hwan, que ayuda a Kim Yoon-jin (Song Yoon-ah) a investigar la muerte de su hija, hasta el final de la serie el 7 de julio del mismo año.
En noviembre del mismo año se unió al elenco principal de la serie Clean with Passion for Now donde interpretó a Choi Ha-in, un psiquiatra de la Clínica Rochester que vive en la azotea de la casa de Gil Oh-sol, hasta el final de la serie el 4 de febrero del 2019.
El 5 de agosto del 2019 se unió al elenco principal de la serie I Wanna Hear Your Song (también conocida como "Let Me Hear Your Song") donde dio vida a Nam Joo-wan, un conductor de orquesta con mucho carisma pero que esconde una peligrosa personalidad, hasta el final de la serie el 24 de septiembre del mismo año.
En junio del mismo año se anunció que se uniría al programa Surfing House.
El 25 de diciembre del 2019 aparecerá como parte el elenco principal del drama especial Big Data Dating donde interpretará a Kim Seo-joon.
A finales de diciembre del mismo año se anunció que se había unido al elenco de la película Yaksha: operaciones despiadadas, donde dará vida a Jae-gyu, un miembro del equipo de operaciones encubiertas de los servicios de inteligencia surcoreanos llamado Black Team.
En 2021 se unió al elenco de la serie web Not Yet Thirty (también conocida como "How To Be Thirty") donde dio vida al director Cha Do-hoon, quien adapta el webtoon de Seo Ji-won (Jung In-sun) en una película, hasta el final de la serie el 13 de abril del mismo año.
En julio del mismo año se anunció que se había unido al elenco principal de la película cómica I’ll Become Rich donde interpretará a Oh Gi-ro, un director de cine que tiene que perseguir el dinero del premio cuando su padre pierde la memoria tan pronto como gana la lotería.
En septiembre del mismo año se anunció que se había unido al elenco de la serie Bloody Romance donde dará vida a Sung Jae-hoon, un soldado de las fuerzas especiales en el ejército de Corea del Norte, quien aunque parece ser el hombre moderno perfecto desde su apariencia sofisticada hasta su perfecto acento de Seúl, cree profundamente en un ideal más elevado que el capitalismo. La serie fue estrenada en el 2022.
El 12 de noviembre de 2024, Song fue encontrado muerto en su casa del Distrito de Seongdong, en Seúl, alrededor de las 12:30. La policía del distrito confirmó que había encontrado una nota de suicidio en la escena. El funeral de Song se llevó a cabo en la funeraria Yeouido St. Mary's Funeral Hall el 14 de noviembre.

## Filmografía

### Series de televisión
| Año     | Título                     | Personaje                | Notas                       | Ref.          |
| ------- | -------------------------- | ------------------------ | --------------------------- | ------------- |
| 2010    | Daemul                     | Oficial en el Club       | -                           |               |
| 2011    | Flower Boy Ramyun Shop     | Hee-gon                  | -                           |               |
| 2012    | Moon Embracing the Sun     | Kim Jae-woon             | 15 episodios                |               |
| 2013    | Nail Shop Paris            | Kay                      | -                           |               |
| 2013    | Fantasy Tower              | Yong-wan                 | -                           |               |
| 2013    | Two Weeks                  | Mr. Kim                  | 10 episodios                |               |
| 2014    | Secret Love                | Viajero del Tiempo       | 2 episodios ("Missing You") |               |
| 2014    | Inspiring Generation       | Mo Il-hwa                | 6 episodios                 |               |
| 2014    | Big Man                    | Park Dong-pal            | -                           |               |
| 2014    | The Idle Mermaid           | Kwon Shi-kyung           | 10 episodios                |               |
| 2015    | Unkind Women               | Lee Roo-oh               | -                           |               |
| 2016    | Goodbye Mr. Black          | Seo Woo-jin              | 17 episodios                |               |
| 2016    | Thumping Spike             | Hwang Jae-woong          | -                           |               |
| 2016-17 | Our Gap-soon               | Heo Gap-dol              | 61 episodios                |               |
| 2018    | Secret Mother              | Det. Ha Jung-hwan        | 32 episodios                |               |
| 2018-19 | Clean with Passion for Now | Choi Ha-in / Daniel Choi | 16 episodios                |               |
| 2019    | I Wanna Hear Your Song     | Nam Joo-wan              | 32 episodios                |               |
| 2019    | Big Data Dating            | Kim Seo-joon             | Drama Special               |               |
| 2021    | Not Yet Thirty             | Cha Do-hoon              |                             | [ 26 ]        |
| 2021    | Work Later, Drink Now      | PD. Song                 | (aparición especial)        |               |
| 2022    | Minamdang                  | -                        | (aparición especial)        | [ 27 ]        |
| 2024    | Mi San Valentín militar    | Sung Jae-hoon            |                             | [ 28 ] [ 29 ] |
| 2024    | La reina Woo               | Go Pae-ui                | Serie web                   | [ 30 ]        |

### Películas
| Año  | Título                          | Personaje               | Notas                                                                                  | Ref.          |
| ---- | ------------------------------- | ----------------------- | -------------------------------------------------------------------------------------- | ------------- |
| 2009 | Actresses                       | Asistente del Fotógrafo | -                                                                                      |               |
| 2010 | Grand Prix                      | Lee In-jae              | -                                                                                      |               |
| 2012 | Give Me Back My Cat             | -                       | corto                                                                                  |               |
| 2013 | The Suspect                     | Profesor Kim            | -                                                                                      |               |
| 2014 | Tunnel 3D                       | Ki-cheol                | junto a Jeong Yu-mi, Yeon Woo-jin, Son Byong-ho, Lee Jae-hee, Min Do-hee y Bae Woo-hee |               |
| 2018 | On Your Wedding Day             | Yoon-geun               | junto a Park Bo-young, Kim Young-kwang, Shin So-yul, Seo Eun-soo y Kang Ki-young       |               |
| 2019 | The Snob                        | Seo Jin-ho              | junto a Yoo Da-in, Shim Hee-sub, Ok Ja-yeon, Yoo Jae-myung y Kim Joo-ryung             | [ 31 ]        |
| 2022 | Yaksha: operaciones despiadadas | Jae-gyu                 | junto a Sol Kyung-gu, Park Hae-soo, Park Jin-young y Lee El                            | [ 32 ] [ 33 ] |
| 2022 | I’ll Become Rich                | Oh Gi-ro                | junto a Yoon So-hee                                                                    |               |

### Apariciones en programa de variedades
| Año             | Programa               | Notas                                       |
| --------------- | ---------------------- | ------------------------------------------- |
| 2014            | Running Man            | episodio #220 - invitado                    |
| 2014 - 2015     | We Got Married         | 38 episodios - miembro - junto a Kim So-eun |
| 2015            | Happy Together         | episodio #387 - invitado                    |
| 2015            | House Cook Master Baek | miembro                                     |
| 2017            | Crime Scene            | 2 episodios (ep. #1-2) - invitado           |
| 2017 - presente | Total Viewers          | miembro                                     |
| 2019 - presente | Surfing House          | miembro                                     |

### Presentador
| Año  | Programa                  | Notas                      |
| ---- | ------------------------- | -------------------------- |
| 2014 | Saturday Night Live Korea | episodio #32 - presentador |

### Videos musicales
| Año  | Artista/Grupo                         | Canción        | Notas                                          |
| ---- | ------------------------------------- | -------------- | ---------------------------------------------- |
| 2015 | Shin Seung Hun                        | Me, Myself     | apareció en el video - junto a Gong Seung-yeon |
| 2014 | Zhang Li Yin                          | Not Alone      | apareció en el video                           |
| 2014 | Zhang Li Yin                          | Agape          | apareció en el video                           |
| 2013 | BoA                                   | Message        | apareció en el video                           |
| 2013 | Kara                                  | Runaway        | apareció en el video                           |
| 2012 | NELL                                  | The Day Before | apareció en el video                           |
| 2010 | 2NE1                                  | Go Away        | apareció en el video                           |
| 2009 | After School                          | Because Of You | apareció en el video                           |
| 2009 | Yeo Hoonmin                           | Buss           | apareció en el video                           |
| 2009 | May Doni ft. 2AM (Jo Kwon & Jin-woon) | Molla-Ing      | apareció en el video                           |

## Premios y nominaciones
| Año  | Categoría                                           | Premio                  | Series / Programa | Resultado |
| ---- | --------------------------------------------------- | ----------------------- | ----------------- | --------- |
| 2016 | Best Couple (junto a Kim So-eun)                    | SBS Drama Award         | Our Gap-soon      | Nominados |
| 2016 | Special Acting Award, Actor in a Serial Drama       | SBS Drama Award         | Our Gap-soon      | Ganó      |
| 2016 | Idol Academy Award – Best Kiss (junto a Kim So-eun) | SBS Drama Award         | Our Gap-soon      | Nominados |
| 2015 | Best New Actor                                      | 29th KBS Drama Award    | Unkind Ladies     | Nominado  |
| 2015 | Popularity Award, Actor                             | 29th KBS Drama Award    | Unkind Ladies     | Nominado  |
| 2015 | Best Couple (junto a Lee Ha-na)                     | 29th KBS Drama Award    | Unkind Ladies     | Nominados |
| 2014 | Best Couple (junto a Kim So-eun)                    | MBC Entertainment Award | We Got Married    | Ganaron   |
| 2014 | Best Male Newcomer                                  | MBC Entertainment Award | We Got Married    | Ganó      |